# 데이비드 윌멋

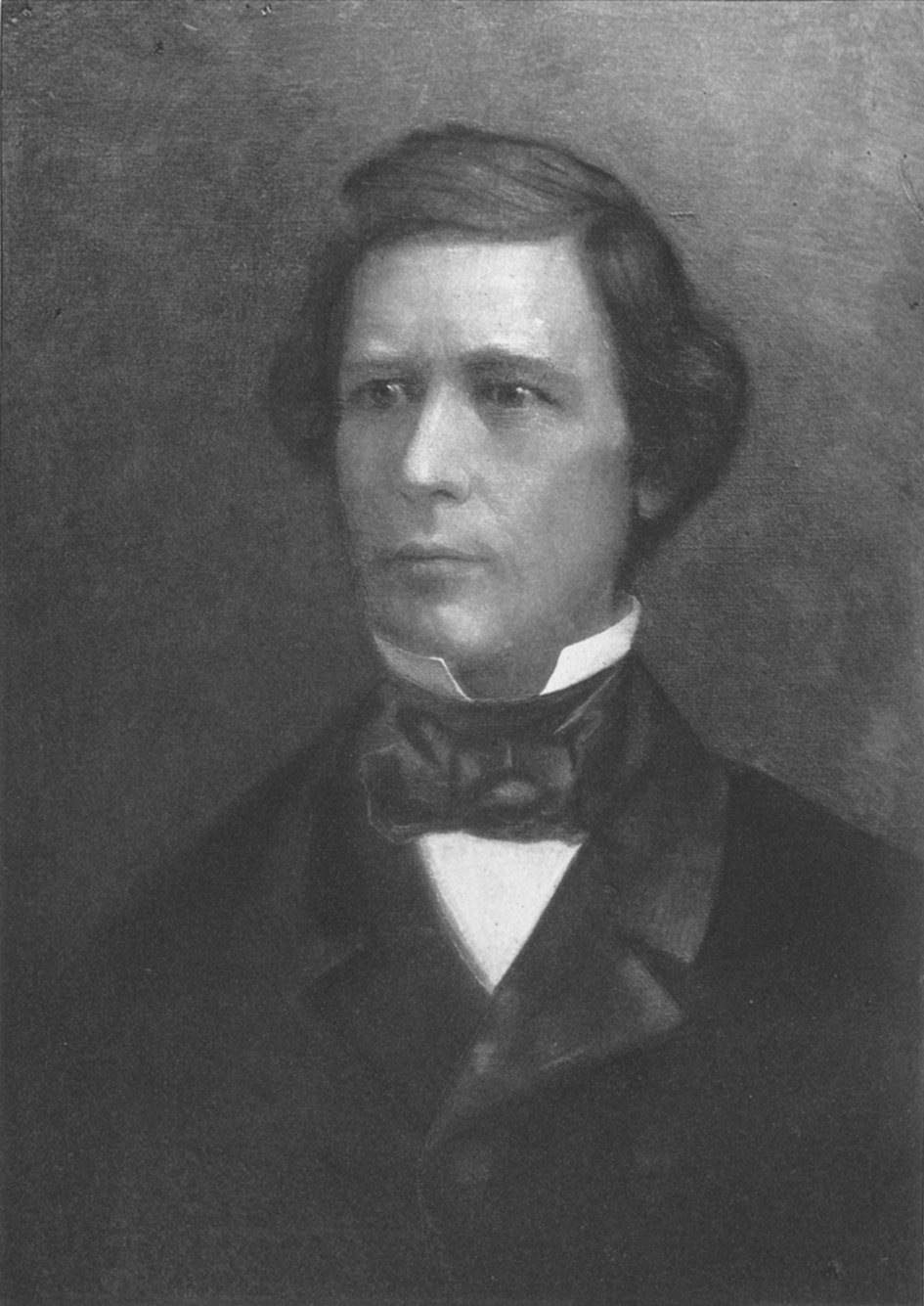

데이비드 윌멋(David Wilmot, 1814년 1월 20일 ~ 1868년 3월 16일)은 미합중국의 정치인이다. 그는 1846년부터 1848년까지 벌어진 멕시코 미국 전쟁에서 멕시코로부터 할양받은 땅에서 노예제도를 금지시키는 윌못 조항의 기안자이자 주창자였다. 윌못은 민주당원이며, 자유토지당 그리고 이후 공화당으로 전환되면서 다양한 정치인으로 활약하였다. 윌멋의 노예제도 반대는 전국에서 노예제를 끝내자는 노예제도 폐지론자를 포함하지 않았다. 오늘 날의 기준으로 보면 인종에 대한 윌멋의 관점은 인종차별주의라고까지 할 수 있을 정도였다.

## 역대 선거 결과
| 선거명        | 직책명                             | 대수 | 정당   | 득표율 | 득표수    | 결과 | 당락                         |
| ------------- | ---------------------------------- | ---- | ------ | ------ | --------- | ---- | ---------------------------- |
| 1844년 선거   | 하원의원 (펜실베이니아 제12선거구) | 29대 | 민주당 | 60.81% | 7,993표   | 1위  | 펜실베이니아주 하원의원 당선 |
| 1846년 선거   | 하원의원 (펜실베이니아 제12선거구) | 30대 | 민주당 | 53.19% | 5,599표   | 1위  | 펜실베이니아주 하원의원 당선 |
| 1848년 선거   | 하원의원 (펜실베이니아 제12선거구) | 31대 | 민주당 | 60.06% | 8,597표   | 1위  | 펜실베이니아주 하원의원 당선 |
| 1851년 선거   | 상원의원 (펜실베이니아 제1부)      | 32대 | 휘그당 | 54.88% | 45표      | 18위 | 낙선                         |
| 1857년 선거   | 펜실베이니아 주지사                | 14대 | 공화당 | 40.24% | 146,139표 | 2위  | 낙선                         |
| 1861년 재선거 | 상원의원 (펜실베이니아 제1부)      | 37대 | 공화당 | 72.18% | 96표      | 1위  | 펜실베이니아주 상원의원 당선 |